# Ruder-Europameisterschaften 2018 – Vierer ohne Steuermann

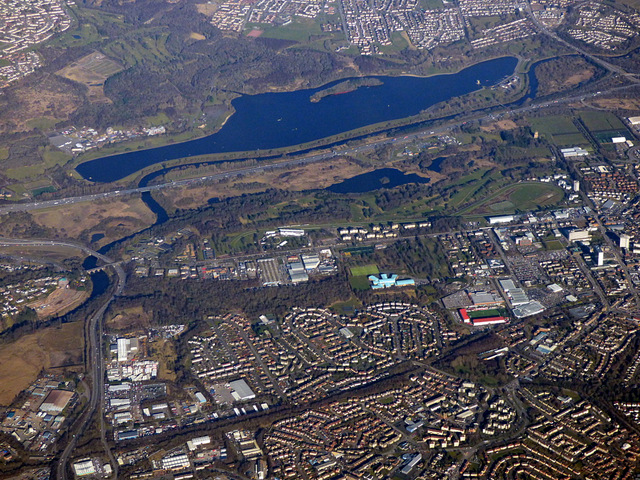
Luftbild der Regattastrecke Strathclyde Loch

Im Rahmen der Ruder-Europameisterschaften 2018 wurde zwischen dem 2. und 4. August 2018 der Wettbewerb im Vierer ohne Steuermann auf der Regattastrecke Strathclyde Loch ausgetragen. Es nahmen insgesamt 12 Mannschaften teil und der Wettbewerb bestand aus zwei Vorläufen, zwei Hoffnungsläufen sowie zwei Finals.

## Mannschaften
| Nation         | Ruderer                                                                       |
| -------------- | ----------------------------------------------------------------------------- |
| Deutschland    | Felix Brummel Nico Merget Peter Kluge Felix Drahotta                          |
| Frankreich     | Benoît Demey Edouard Jonville Sean Vedrinelle Benoît Brunet                   |
| Großbritannien | Thomas Ford Jacob Dawson Adam Neill James Johnston                            |
| Italien        | Vincenzo Abbagnale Giovanni Abagnale Marco Di Costanzo Matteo Castaldo        |
| Litauen        | Povilas Stankūnas Giedrius Bieliauskas Mantas Juškevičius Saulius Ilonis      |
| Niederlande    | Bjorn van den Ende Tone Wieten Jasper Tissen Bram Schwarz                     |
| Österreich     | Florian Walk Maximilian Kohlmayr Christoph Seifriedsberger Gabriel Hohenasser |
| Rumänien       | Stefan Constantin Berariu Mihaita Vasile Tiganescu Cosmin Pascari Ciprian Huc |
| Schweiz        | Markus Kessler Benjamin Hirsch Paul Jacquot Joel Schürch                      |
| Serbien        | Miloš Stanojević Aleksandar Filipović Viktor Pivač Martin Mačković            |
| Tschechien     | Jakub Grabmüller Matyas Klang Petr Melichar Matej Tikal                       |
| Belarus        | Vadzim Lialin Dzmitry Vyberanets Ihar Pashevich Mikalai Sharlap               |

## Wettbewerb

### Vorläufe
Die zwei Vorläufe wurden am 2. August 2018 ausgetragen. Das bestplatzierte Boot qualifizierte sich für das A-Finale, während die anderen über den Hoffnungslauf die Möglichkeit hatten, sich für das A-Finale zu qualifizieren.

#### Vorlauf 1
| Platz | Namen                                  | Nation      | Zeit (min) | Qualifikation |
| ----- | -------------------------------------- | ----------- | ---------- | ------------- |
| 1     | van den Ende, Wieten, Tissen, Schwarz  | Niederlande | 6:04,71    | A-Finale      |
| 2     | Demey, Jonville, Vedrinelle, Brunet    | Frankreich  | 6:09,54    | Hoffnungslauf |
| 3     | Grabmüller, Klang, Melichar, Tikal     | Tschechien  | 6:09,76    | Hoffnungslauf |
| 4     | Brummel, Merget, Kluge, Drahotta       | Deutschland | 6:17,90    | Hoffnungslauf |
| 5     | Lialin, Vyberanets, Pashevich, Sharlap | Belarus     | 6:22,49    | Hoffnungslauf |
| 6     | Kessler, Hirsch, Jacquot, Schürch      | Schweiz     | 6:27,87    | Hoffnungslauf |

#### Vorlauf 2
| Platz | Namen                                       | Nation         | Zeit (min) | Qualifikation |
| ----- | ------------------------------------------- | -------------- | ---------- | ------------- |
| 1     | Ford, Dawson, Neill, Johnston               | Großbritannien | 5:59,36    | A-Finale      |
| 2     | Berariu, Tiganescu, Pascari, Huc            | Rumänien       | 6:02,88    | Hoffnungslauf |
| 3     | Abbagnale, Abagnale, Di Costanzo, Castaldo  | Italien        | 6:06,73    | Hoffnungslauf |
| 4     | Stanojević, Filipović, Pivač, Mačković      | Serbien        | 6:08,61    | Hoffnungslauf |
| 5     | Walk, Kohlmayr, Seifriedsberger, Hohenasser | Österreich     | 6:08,74    | Hoffnungslauf |
| 6     | Stankūnas, Bieliauskas, Juškevičius, Ilonis | Litauen        | 6:32,23    | Hoffnungslauf |

### Hoffnungsläufe

#### Hoffnungslauf 1
| Platz | Namen                                      | Nation     | Zeit (min) | Qualifikation |
| ----- | ------------------------------------------ | ---------- | ---------- | ------------- |
| 1     | Abbagnale, Abagnale, Di Costanzo, Castaldo | Italien    | 5:58,38    | A-Finale      |
| 2     | Demey, Jonville, Vedrinelle, Brunet        | Frankreich | 5:59,38    | A-Finale      |
| 3     | Lialin, Vyberanets, Pashevich, Sharlap     | Belarus    | 6:00,40    | B-Finale      |
| 4     | Stanojević, Filipović, Pivač, Mačković     | Serbien    | 6:05,78    | B-Finale      |
| 5     | Kessler, Hirsch, Jacquot, Schürch          | Schweiz    | 6:06,19    | B-Finale      |

#### Hoffnungslauf 2
| Platz | Namen                                       | Nation      | Zeit (min) | Qualifikation |
| ----- | ------------------------------------------- | ----------- | ---------- | ------------- |
| 1     | Berariu, Tiganescu, Pascari, Huc            | Rumänien    | 5:58,20    | A-Finale      |
| 2     | Grabmüller, Klang, Melichar, Tikal          | Tschechien  | 6:00,90    | A-Finale      |
| 3     | Walk, Kohlmayr, Seifriedsberger, Hohenasser | Österreich  | 6:02,32    | B-Finale      |
| 4     | Brummel, Merget, Kluge, Drahotta            | Deutschland | 6:03,53    | B-Finale      |
| 5     | Stankūnas, Bieliauskas, Juškevičius, Ilonis | Litauen     | 6:13,26    | B-Finale      |

### Finalläufe
Die Finalläufe fanden am 4. August statt. 

#### A-Finale
| Platz | Name                                       | Nation         | Zeit (min)  | Zeit (min)  | Zeit (min)  | Zeit (min) |
| Platz | Name                                       | Nation         | 0500 m      | 1000 m      | 1500 m      | 2000 m     |
| ----- | ------------------------------------------ | -------------- | ----------- | ----------- | ----------- | ---------- |
| 1     | Berariu, Tiganescu, Pascari, Huc           | Rumänien       | 1:24,12 (1) | 2:54,25 (1) | 4:25,08 (1) | 5:54,34    |
| 2     | Ford, Dawson, Neill, Johnston              | Großbritannien | 1:26,18 (2) | 2:56,04 (2) | 4:27,33 (2) | 5:55,71    |
| 3     | Demey, Jonville, Vedrinelle, Brunet        | Frankreich     | 1:26,48 (3) | 2:57,36 (3) | 4:28,33 (3) | 5:56,49    |
| 4     | Abbagnale, Abagnale, Di Costanzo, Castaldo | Italien        | 1:27,13 (5) | 2:58,76 (5) | 4:30,98 (5) | 5:59,25    |
| 5     | van den Ende, Wieten, Tissen, Schwarz      | Niederlande    | 1:27,10 (4) | 2:58,19 (4) | 4:29,94 (4) | 6:00,31    |
| 6     | Grabmüller, Klang, Melichar, Tikal         | Tschechien     | 1:27.99 (6) | 3:00,94 (6) | 4:33,18 (6) | 6:08,34    |

#### B-Finale
| Platz | Namen                                       | Nation      | Zeit (min) |
| ----- | ------------------------------------------- | ----------- | ---------- |
| 7     | Brummel, Merget, Kluge, Drahotta            | Deutschland | 6:06,66    |
| 8     | Walk, Kohlmayr, Seifriedsberger, Hohenasser | Österreich  | 6:07,66    |
| 9     | Kessler, Hirsch, Jacquot, Schürch           | Schweiz     | 6:09,15    |
| 10    | Stanojević, Filipović, Pivač, Mačković      | Serbien     | 6:09,38    |
| 11    | Lialin, Vyberanets, Pashevich, Sharlap      | Belarus     | 6:12,08    |
| 12    | Stankūnas, Bieliauskas, Juškevičius, Ilonis | Litauen     | 6:18,49    |